# Метла

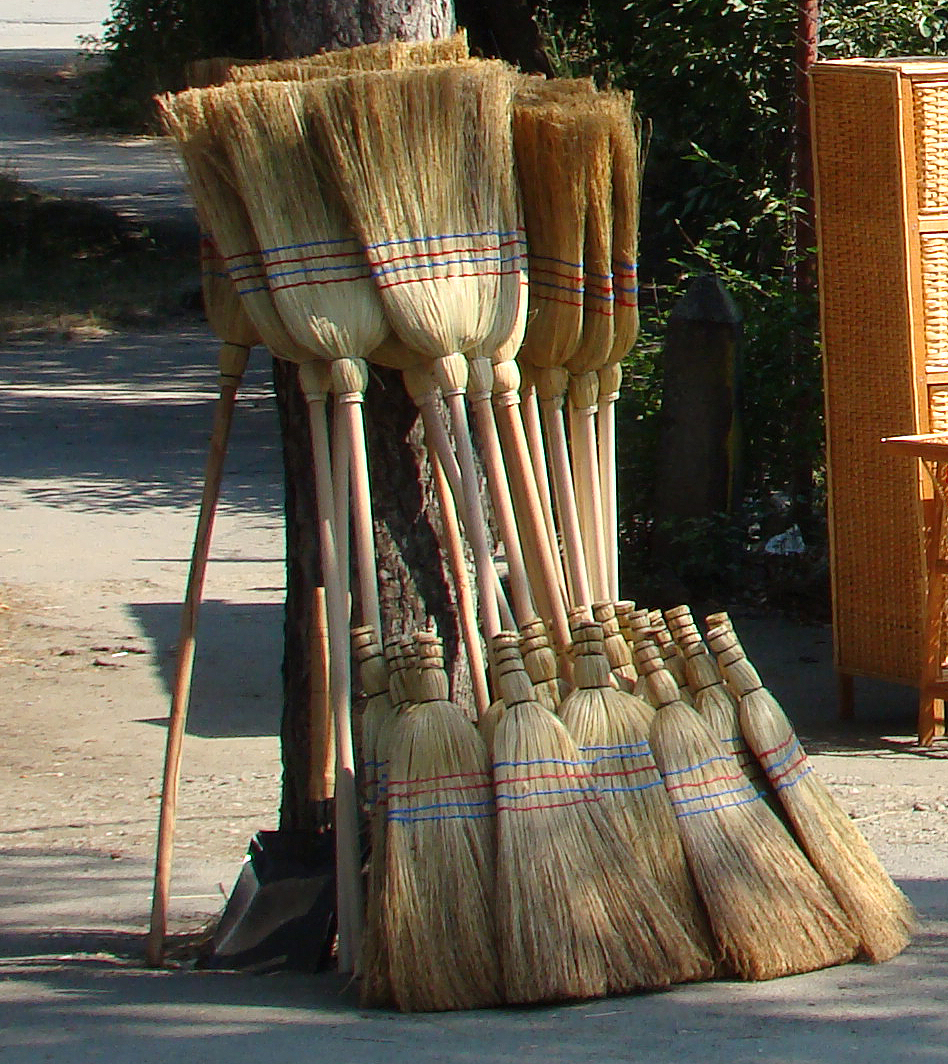
Мётлы из сорго, стеблей злаковой культуры
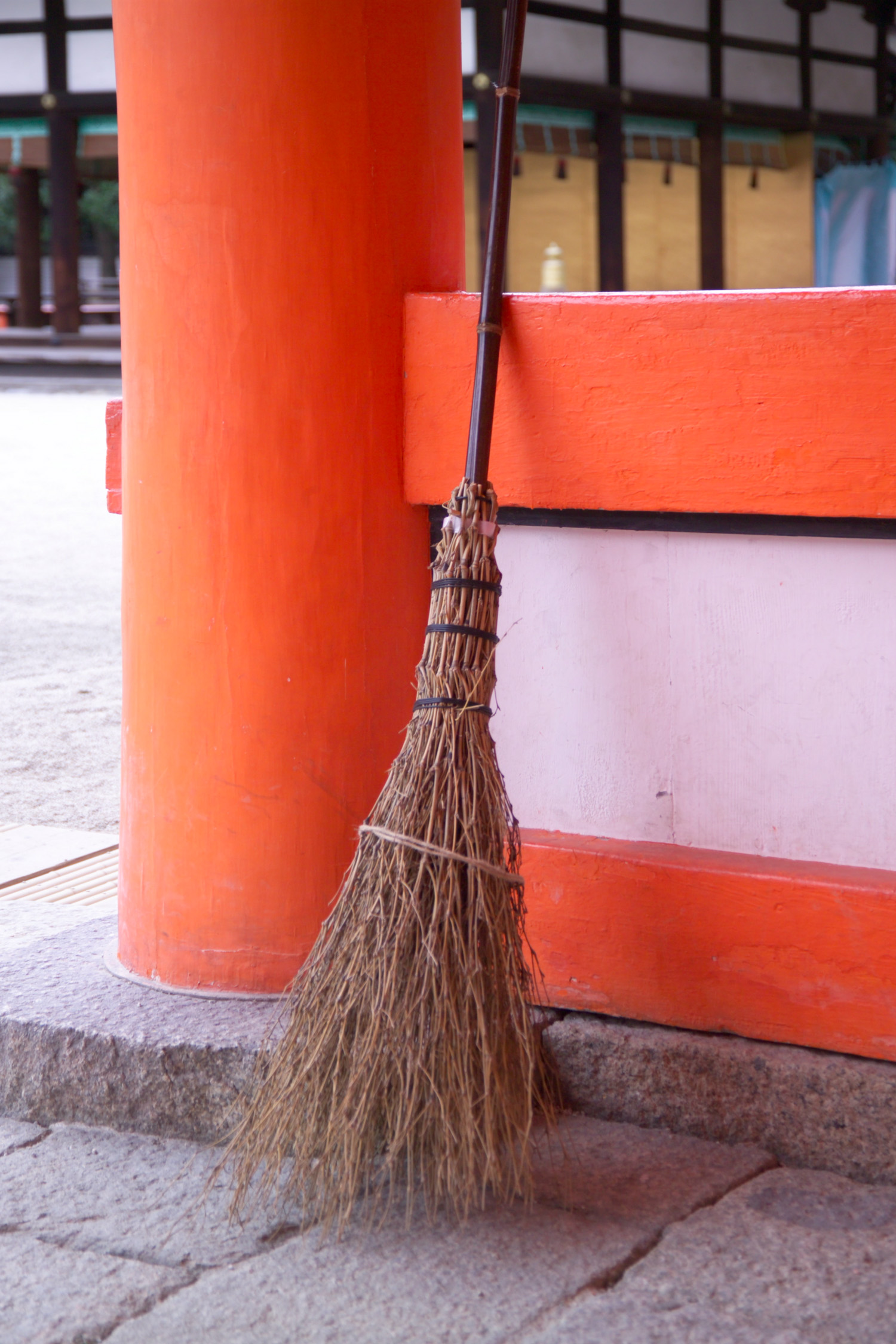
Метла из ветвей дерева или кустарника

Метла́ — инструмент для подметания, уборки территорий от мусора, песка, опавшей листвы и т. п. Профессиональный инструмент дворника. Представляет собой связанный пучок прутьев, нанизанный на длинный черенок. Прутья изготавливают из стеблей или ветвей подходящих растений (например молодой берёзы), либо из пластмассы.

## История

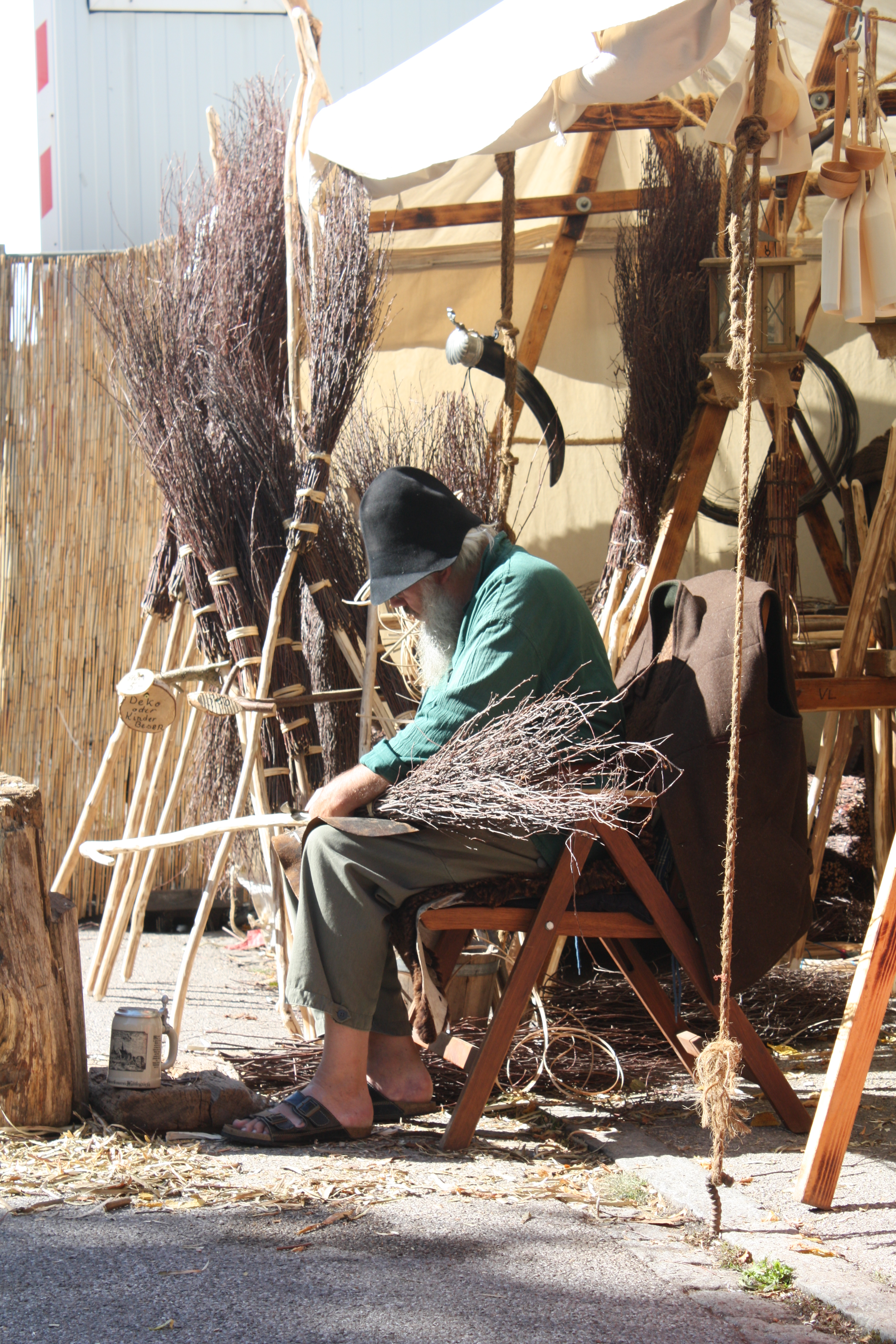
Изготовление метлы, 2012

В 1797 году качество мётел изменилось, когда Леви Диккенсон, фермер из города Хэдли, штат Массачусетс, сделал метлу для своей жены, используя кисточки сорго, которое он выращивал для семян. Его жена распространяла эти новости по всему городу, создавая спрос на веники Диккенсона. Веники из сорго хорошо держались, но в итоге, как и все веники, разваливались. Впоследствии Диккенсон изобрёл машину, которая бы делала мётлы лучше и быстрее, чем он мог.
В 1810 году была изобретена машина для изготовления мётел, приводимая в движение силой ног. Эта машина сыграла неотъемлемую роль в промышленной революции.

## Музеи веников и мётел
- «Музей мётел» в замке Мохенталя[нем.], достопримечательность самого крупного города Эинген в районе Альб-Дунай[4].
- Частный «Музей Безенвельтен»[5] Кристл Хирнер в Гюнцбурге представлено около трёх сотен мётел из более чем шестидесяти стран.

## В фольклоре и современной культуре

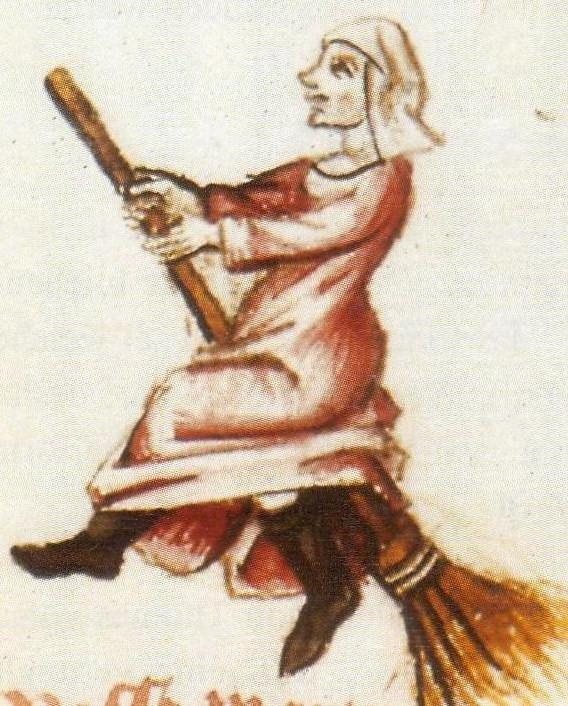
Средневековое изображение ведьмы, летящей на метле

Метла имеет большое значение в русских народных сказках. В частности, одна из основных героинь русских сказок Баба-Яга активно пользовалась метлой (помелом), как для полёта в ступе, так и для полёта на ней верхом.
Кроме того, по поверьям мётлы — средство передвижения ведьм.
- Согласно поверьям, метлу, как и любую вещь, предназначенную для использования вне дома, нельзя держать дома же; ставить её надо черенком вниз — тогда, согласно поверьям, она помогает привлечению богатства в хозяйство.
- В знаменитом романе Булгакова «Мастер и Маргарита» главная героиня летала верхом на половой щетке[6].
- В книгах о Гарри Поттере на мётлах верхом летают волшебники. В том мире существует игра квиддич, в которую играют на специальных «гоночных» мётлах.
- В анимационном фильме «Ведьмина служба доставки» главная героиня работала курьером, используя метлу в качестве средства передвижения.
- Популярное в Москве в 70-е годы среди советской «золотой молодёжи» кафе «Метелица» на молодёжном сленге называлось «Метла». Также «Метлой» в отечественной рок-тусовке называют американскую трэш-метал группу Metallica.